# Дървени въглища
Дървените въглища (дървен въглен) са твърдо вещество, получено в резултат от сухата дестилация на дървесина без достъп на кислород. Използва се при производството на черни и цветни метали, активен въглен, а също така и като гориво в бита.
В миналото производството на дървени въглища е било цяла индустрия. Технологията на производството се нарича пиролиза, която предизвиква замърсяване на въздуха и не е екологически съобразна.